# Lettura a caldo
La lettura a caldo (hot reading) è una tecnica utilizzata per ottenere informazioni quando si fornisce una lettura psichica in spettacoli di magia da palcoscenico o in altri contesti. Nella lettura a caldo, il lettore utilizza informazioni sulla persona che riceve la lettura (ad esempio, da ricerche di background o ascoltando una conversazione) che il destinatario non sa che il lettore già conosce. La lettura a caldo è comunemente usata in combinazione con la lettura a freddo (che invece si basa esclusivamente su informazioni raccolte al momento) e può spiegare come un lettore psichico può ottenere l'effetto di conoscere informazioni accurate sul soggetto.
Questa tecnica è usata da alcuni sensitivi televisivi insieme alla lettura a freddo. I sensitivi possono chiedere ai clienti di programmare la loro apparizione in anticipo e quindi raccogliere informazioni utilizzando collaboratori che si atteggiano a missionari religiosi, addetti alle vendite o ruoli simili. Tali visitatori possono ottenere un'ampia comprensione di una persona esaminando in anticipo la sua casa. Inoltre, se i biglietti per lo spettacolo di magia sono stati venduti in anticipo, il presunto sensitivo potrà sapere dove la persona si siederà, e di conseguenza sceglierla appositamente tra il pubblico, dando la falsa impressione che la scelta avvenga in modo casuale.
La hot reading non va confusa con la warm reading, traducibile in italiano allo stesso modo, ma che è invece una tecnica di lettura a freddo che si basa sull'indeterminatezza delle affermazioni per cercare di ottenere l'approvazione del soggetto intervistato.